# Goldrenette von Blenheim
Die Goldrenette von Blenheim ist eine Sorte des Apfels (Malus domestica). Sie wurde als Zufallssämling 1740 von George Kempster in Woodstock in der Nähe von Blenheim Palace gefunden.

## Beschreibung

### Frucht
Die große bis sehr große, flachkugelige Frucht wird 75 mm breit und 60 mm hoch und erreicht ein Gewicht von 165 Gramm. Die glatte, trockene, samtig feste bis mürbe Schale ist gelbgrün bis rötlichgelb gefärbt und auf der Sonnenseite zu 30 % bis 50 % trüb gelbrot bis trüb rötlich purpurn marmoriert. Die Frucht ist wenig druckempfindlich und deshalb gut für den Transport geeignet. Das mittelfeste, gelblich weiße Fruchtfleisch ist feinzellig und saftig. Der Geschmack ist harmonisch süß-mildsäuerlich. Der Stiel ist kurz bis mittellang und dick.
Die Genussreife ist von November bis Januar, wobei das Fruchtfleisch rasch mürbe wird. Zum Kochen eignet er sich bereits ab September. Der Apfel ist für den Frischverzehr und die häusliche Verarbeitung geeignet. Beim Kochen behält er dabei vergleichsweise viel Struktur.

### Baum
Der Baum ist vor allem in der Jugend sehr starkwüchsig und bildet eine dicht verzweigte, große und breit flachkugelige Krone, mit fast flachen Seitenästen aus. Die Blätter sind groß und ungleichmäßig.
Die Blütezeit ist mittellang. Erntereif ist der Baum, je nach Klima, zwischen Ende September und Mitte Oktober. Der Baum trägt spät und oft auch nur in relativ kleinen Mengen.

## Anbau

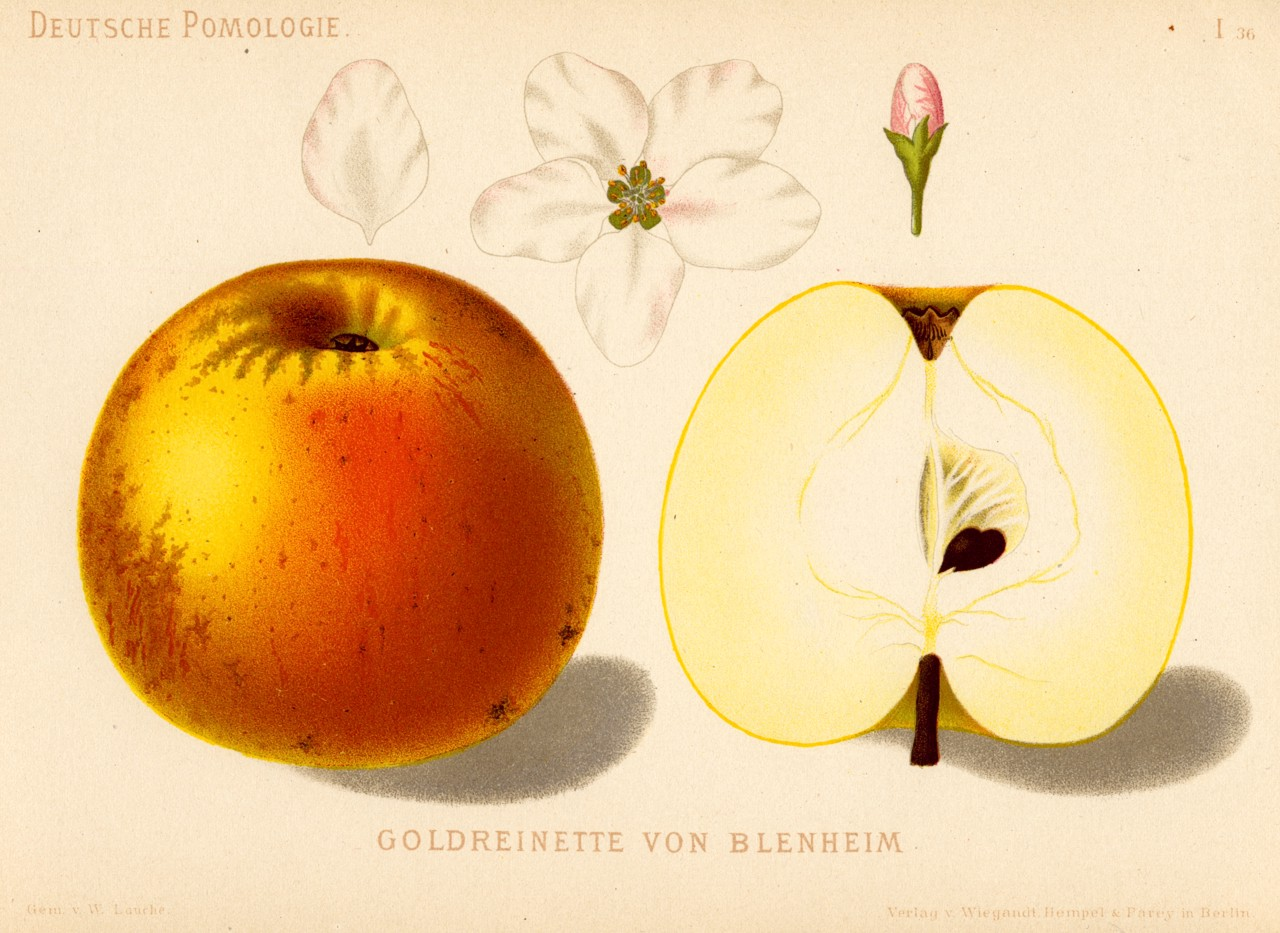
Blenheim in der Deutschen Pomologie

Der Baum erfordert sonnige Lagen mit nährstoffreichen Böden und guter Durchlüftung im Boden. Bei zu trockenen oder zu feuchten Böden bringt der Baum nur wenig Ertrag, bei hoher Luftfeuchte neigt er zudem zu Obstbaumkrebs. Der Baum ist triploid, und damit ein schlechter Pollenspender. Er ist windanfällig und stark anfällig für Stippe, Fleischbräune, Welke, Schwarzfäule, Krebs, Blutlaus und Apfelblattmosaikvirus. Weniger empfindlich ist er für Schorf.
Insbesondere in England wurden auch diverse Mutanten des Blenheims angebaut. Diese verfügen meist über eine deutlichere Rotfärbung als die Stammform. Verbreitete Mutanten sind Aldenheim Blenheim, Red Blenheim und Scarlet Blenheim.

## Geschichte
Die Sorte wurde von einem George Kempster um 1740 in Woodstock, Oxfordshire nahe dem Blenheim Palace gefunden. Zuerst nur lokal gepflanzt wurde er in dieser Zeit als Kempster’s Pippin bekannt, 1818 gelangt er auf den breiteren Markt und erhielt 1822 die Banksia Medal der Horticultural Society,
War der Blenheim früher eine geschätzte und verbreitete Sorte, ist er heute nur noch vereinzelt vorhanden. Die sächsische Landeshauptstadt Dresden hat 1998 ein überdurchschnittlich großes und vitales Exemplar in der Bellingrathstraße als Naturdenkmal unter Schutz gestellt.
Die Sorte wurde vor allem wegen seines Geschmacks angebaut und gilt als möglicher Vater von Cox Orange sowie Elternsorte von Biesterfelder Renette.